# 이반 모라베츠
이반 모라베츠(Ivan Moravec, 1930년 11월 9일 – 2015년 7월 27일)는 체코의 피아니스트이다. 쇼팽의 가장 위대한 해석자 중 한 명으로 평가받고 있다. 쇼팽 연주에서 그만의 개성이 살아있는 섬세한 터치와 울림을 오롯이 느낄 수 있다.
모라베츠는 쇼팽, 드뷔시, 베토벤, 모차르트와 체코 작곡가들의 주요 작품을 연주했다. 모라베츠는 또한 프라하에서 음악을 가르쳤다.